# فرودگاه ویلو
فرودگاه ویلو  (به انگلیسی: Willow Airport)  یک فرودگاه همگانی باربری با کد یاتا WOW است که یک باند فرود شن دارد و طول باند آن ۱۳۴۱ متر است. این فرودگاه در  کشور ایالات متحده آمریکا قرار دارد و در ارتفاع ۶۷ متری از سطح دریا واقع شده است.